# 克里斯季娜·季馬諾夫斯卡婭
克里斯季娜·謝爾蓋耶芙娜·季馬諾夫斯卡婭（羅馬化：Krystsina Syarheyewna Tsimanowskaya，發音：[krɨsʲt͡sina sʲarˈɣʲɛjɛwna t͡simaˈnɔwskaja]；1996年11月19日—），白俄羅斯裔波蘭短跑运动员。她在2017年欧洲U23锦标赛上获得100米賽跑银牌。她还在意大利那不勒斯举行的2019年夏季世界大學運動會200米赛跑上获得了金牌。她在白俄罗斯明斯克举行的2019年歐洲運動會田徑比賽团体项目中获得银牌。

## 生平
季馬諾夫斯卡婭出生在白俄羅斯東部的克利莫維奇，幼年曾部分失聰，經過數次手術，直到12歲才恢復聽力。老師發現了她的短跑天賦，15歲時，她被送到一所專門訓練奧運選手的學校，開始了自己的競技體育生涯。18歲時，季马诺夫斯卡娅開始代表白俄羅斯參加國外的比賽。

### 東京奧運白俄羅斯事件
季馬諾夫斯卡婭僅有资格参加2020年東京奥运会的100米和200米项目。奥运会开始后，白俄羅斯的国家体育主管部门在未经她同意的情况下强迫她参加並不在原本參賽計畫之內的4×400米接力项目，季馬諾夫斯卡婭不滿，在Instagram上批评了白俄羅斯国家体育主管部门。其實她甚至从未有过400米項目的经验和准备。2021年8月1日，她指自己已被迫退出200米比賽，後來奧運委員會也將季馬諾夫斯卡婭從原本專攻的女子200公尺決賽除名，並被白俄羅斯奧林匹克委員會相關人員强行带到東京國際機場。季馬諾夫斯卡婭指白俄羅斯奧林匹克委員會要求她登機回到白俄羅斯，不過她拒绝登上返回白俄罗斯的航班，并向日本警方報警，日本警方得知後出面保護，而日本外務省官員随后也會見了季馬諾夫斯卡婭；季馬諾夫斯卡婭決定流亡波蘭並前往波蘭駐日本大使館尋求庇護。8月2日，她獲得波兰給予的人道簽證。8月4日，季馬諾夫斯卡婭乘搭飛往奧地利維也納的航班離開日本，与丈夫团聚。8月6日，国际奥组委宣布白俄羅斯田徑隊總教練莫伊塞維奇（Yuri Moisevich）和官員舒馬克（Artur Shumak）被取消奧運資格，並被帶離選手村。
2022年6月，獲得波蘭國籍。